# Calamaria septentrionalis
Calamaria septentrionalis este o specie de șerpi din genul Calamaria, familia Colubridae, descrisă de Boulenger 1890. A fost clasificată de IUCN ca specie cu risc scăzut. Conform Catalogue of Life specia Calamaria septentrionalis nu are subspecii cunoscute.